# ویلیام اس هارت
ویلیام اس هارت (انگلیسی: William S. Hart؛ ۶ دسامبر ۱۸۶۴ – ۲۳ ژوئن ۱۹۴۶) یک فیلم‌نامه‌نویس، تهیه‌کننده، کارگردان، و هنرپیشه اهل ایالات متحده آمریکا بود. وی بین سال‌های ۱۹۰۷ تا ۱۹۴۱ میلادی فعالیت می‌کرد.
از فیلم‌ها یا برنامه‌های تلویزیونی که وی در آن نقش داشته است می‌توان به لولاهای جهنم و بن هور اشاره کرد.